# Some Time in New York City
Some Time in New York City — це частково студійний, частково концертний подвійний альбом Джона Леннона та Йоко Оно як гурту Plastic Ono Band, який включав підтримку американського рок-гурту Elephant's Memory. Вийшов у червні 1972 року в США та у вересні 1972 року у Великій Британії на лейблі Apple Records, цей альбом став шостим альбомом Леннона, виданим під його власним ім'ям, і четвертим з Оно. Як і попередні сольні альбоми Леннона, він був спільно спродюсований Ленноном, Оно та Філом Спектором. Агітпроп-лірика альбому є більш політично заангажованою порівняно з його попередниками, звертаючись до політичних і соціальних питань і тем, таких як сексизм, ув'язнення, колоніалізм і расизм.
Запис студійної частини альбому проходив в період між груднем 1971 і березнем 1972 року, тоді як концертна частина, що вийшла як Live Jam, була записана 15 грудня 1969 року в залі Lyceum Ballroom у Лондоні для благодійного концерту ЮНІСЕФ і 6 червня 1971 року в Fillmore East у Нью-Йорку. Серед музикантів, які брали участь у виконанні 1969 року, були Ерік Клептон, Джордж Гаррісон, Нікі Гопкінс, Кіт Мун і Клаус Ворманн, а у виконанні 1971 року — Френк Заппа та його гурт The Mothers of Invention.
Сингл «Woman Is the Nigger of the World» викликав суперечки через свою назву, а сам альбом отримав нищівні рецензії після релізу і погано продавався в комерційному плані. Рецензенти особливо критикували його політично заангажований зміст. Заппа критично поставився до того, як Леннон і Оно поводилися із записами виступу The Mothers of Invention, і врешті-решт випустив власну версію виступу на Playground Psychotics (1992). Some Time in New York City був перевиданий на компакт-диску в 2005 році, з якого було вилучено кілька пісень з Live Jam і додано інші сингли, що не увійшли до альбому, і знову на компакт-диску в 2010 році в оригінальному форматі подвійного альбому.

## Передумови
Джон Леннон та Йоко Оно переїхали до Нью-Йорка у вересні 1971 року і продовжили свою участь у політиці, боротьбі за мир та соціальну справедливість епохи контркультури. Коли вони оселилися в Гринвіч-Вілледж у жовтні, з ними швидко зв'язалися активісти Джеррі Рубін і Еббі Гоффман, які переконали їх виступити на майбутньому мітингу на підтримку лівого письменника Джона Сінклера, ув'язненого за зберігання двох косяків марихуани. Леннони також висловилися з приводу бунту у в'язниці Аттика, ув'язнення Анджели Девіс і пригноблення жінок. 12 листопада Леннон і Оно записали численні демозаписи пісні «The Luck of the Irish», які були зняті режисером Джоном Рейлі для 17-хвилинного документального короткометражного фільму під назвою Luck of the Irish — A Videotape by John Reilly. 9 грудня Леннон і Оно вилетіли в Анн-Арбор, штат Мічиган, на мітинг Джона Сінклера, який мав розпочатися наступного дня. Незабаром після прибуття Леннон записав «Chords of Fame» з Філом Оксом. На самому мітингу Леннон і Оно зіграли чотири пісні, які згодом увійдуть до альбому Some Time in New York City: «Attica State», «The Luck of the Irish», «Sisters O Sisters» і «John Sinclair». Виступ зняли на відео і він увійшов до короткометражного фільму Ten for Two, який показали в Анн-Арборі у грудні.
Леннон і Оно разом з Девідом Пілом виконали пісню Піла «The Ballad of New York» на шоу Девіда Фроста; Леннон грав на Tea chest bass — різновиді бас-гітари. Тріо, до якого тепер приєднався гурт The Lower East Side Band, зіграло той самий набір пісень, що й Леннон і Оно на мітингу Джона Сінклера, хоча версія «The Luck of the Irish» була коротшою. Цей епізод був записаний 16 грудня 1971-го і транслювався 13 січня 1972. Наступного дня Леннон і Оно виступили на благодійному концерті для сімей жертв бунту в тюрмі Аттика в театрі Аполло, зігравши акустичні версії «Imagine», «Attica State» і «Sisters, O Sisters».

## Запис
Оригінальний подвійний альбом містив концертний альбом Live Jam, на якому супергурт Plastic Ono Supergroup виконав 15 грудня 1969 року пісні «Cold Turkey» та «Don't Worry Kyoko (Mummy's Only Looking for Her Hand in the Snow)» у Lyceum Ballroom у Лондоні, на благодійному концерті ЮНІСЕФ, який називався «Peace for Christmas Concert». Окрім Леннона та Оно, до складу супергрупи входили Джордж Гаррісон, барабанщик The Who Кіт Мун, Delaney & Bonnie, Біллі Престон, Ларрі Сміт та інші. Гаррісону, який гастролював з Delaney & Bonnie, зателефонував Леннон і був у захваті від перспективи виступити з ним. Інтер'єр зали був обклеєний плакатами, що проголошували: «WAR IS OVER, if you want it, love John and Yoko». Під час виконання «Cold Turkey» Оно сиділа всередині білого мішка, розташованого біля ніг Леннона, пізніше вистрибнувши з мішка під час виконання «Don't Worry Kyoko (Mummy's Only Looking for Her Hand in the Snow)», повернувшись обличчям до натовпу і кричачи до нього. Наприкінці виступу Оно розплакалася. Ранній мікс з двох треків був спродюсований інженерами студії Abbey Road Studios 26 листопада 1970 року і надісланий Леннону та Оно. До альбому також увійшов запис виступу Леннона та Оно з Френком Заппою та The Mothers of Invention у Fillmore East 6 червня 1971 року — співпраця була ініційована Енді Ворголом. Оно організувала знімання виступу, а Клаус Ворманн пізніше наклав бас-гітару на деякі партії.
Протягом січня, до 21 числа, Леннон зводив концертний альбом на студії Record Plant. Леннон також зводив записи мітингу Джона Сінклера, виступів у театрі Аполло та Lyceum Ballroom для можливого випуску як міні-альбому; однак, вийшов лише виступ Lyceum Ballroom. Леннон і Оно, за сприяння студійного барабанщика Джима Келтнера, найняли Elephant's Memory, місцевий гурт, відомий своїми жорсткими вечірками та антиістеблішментним музичним стилем, щоб підтримати їх для серії альбомів і живих виступів. Леннон знову залучив Філа Спектора до співпродюсування нового студійного альбому, який було завершено 20 березня 1972 року. Приблизно в цей же час Леннон і Оно продюсували однойменний альбом Elephant's Memory. Було записано кілька джемів за участю Леннона і Elephant's Memory, але всі вони залишилися невиданими: «Don't Be Cruel», «Hound Dog», «Send Me Some Lovin'», «Roll Over Beethoven», «Whole Lotta Shakin' Goin' On», «It'll Be Me», «Not Fade Away», «Ain't That a Shame» і «Caribbean».

## Музика і тексти
Відкриваюча пісня студійного альбому «Woman Is the Nigger of the World» (фраза, яку Оно придумала наприкінці 1960-х) була задумана як заперечення сексизму і також була видана як сингл у США, що викликало суперечливу реакцію і, як наслідок, мало радіоефірів. Леннони доклали чимало зусиль (включно з прес-конференцією, на якій були присутні співробітники журналів Jet та Ebony), щоб пояснити, що слово «ніґґер» не означає образу чорношкірих. Цитата Рона Делламса, що стосується використання слова «ніґґер», з'явилася в одному з випусків журналу Billboard (на неї посилалися в одному з епізодів The Dick Cavett Show). Серед інших пісень Леннона — біографічна «New York City», рокерська пісня в стилі Чака Беррі, яка розповідає про перші місяці життя Леннонів у новому будинку, а також «John Sinclair» — музичне прохання про звільнення Сінклера від десятирічного ув'язнення за те, що він дав два косяки марихуани жінці-поліцейському під прикриттям.
Феміністка Оно музично відгукується у пісні «Sisters, O Sisters», підіймає проблему відсутності системи освіти у пісні «Born in a Prison» та оспівує культуру єдності у пісні «We're All Water». Разом Леннон і Оно нарікають на жорстокість поліції в «Attica State», труднощі розтерзаної війною Північної Ірландії в «Sunday Bloody Sunday» і «The Luck of the Irish» (див. Кривава неділя (1972)), а також віддають данину шани Анджелі Девіс в «Angela».

## Реліз
Some Time in New York City вийшов у США 12 червня 1972 року, але був затриманий до 15 вересня у Великій Британії через суперечку з лейблом Northern Songs щодо прав на публікацію пісень, написаних Ленноном і Оно у співавторстві. Альбом був упакований як газета (підхід, який раніше використовувався гуртом The Four Seasons з The Genuine Imitation Life Gazette, Jefferson Airplane з Volunteers та Jethro Tull з Thick as a Brick), зображуючи події, про які йшлося у піснях альбому, викликаючи ще більший жах зображенням Річарда Ніксона та Мао Цзедуна, які танцювали разом оголеними. (Фотографія була заклеєна на багатьох виданих копіях незнімною печаткою).
Більшу частину обкладинки займали надруковані тексти пісень і фотографії, а титри альбому з'явилися на внутрішньому рукаві першого диска. Спеціальну етикетку з обличчям Леннона, що перетворилося на обличчя Оно, створив Ієн Макміллан. На внутрішній стороні обкладинки Live Jam Леннон намалював обкладинку альбому Заппи Fillmore East — June 1971, додавши свої титри та коментарі до титрів і коментарів Заппи.
Початкові копії американського видання містили фотографію Статуї Свободи та петицію з проханням надати Джону і Йоко громадянство. Крім того, на застиглому воску на стороні 1 викарбувано послання «Джон і Йоко назавжди Мир на землі і добра воля всім людям '72» (англ.: «John and Yoko forever Peace on earth and goodwill to all men '72»).
Хоча британський реліз досяг піку чарту під номером 11, у США він посів лише 48 місце. Повідомляється, що Леннон був приголомшений невдачею альбому і, як наслідок, не записував нову музику майже рік.

## Оцінки критиків
Після виходу, Some Time in New York City став разючим контрастом для слухачів, які очікували повторення успіху Imagine 1971 року. За словами журналіста Роберта Родрігеса, новий альбом отримав «жахливі відгуки». У нищівній критиці, опублікованій в Rolling Stone, Стівен Холден написав, що «Леннонів слід похвалити за їхню сміливість», але не раніше, ніж назвати альбом «мистецьким самогубством, що зароджується». Холден додав: «За винятком „John Sinclair“, пісні жахливі. Мелодії поверхневі і похідні, а слова не більше, ніж недбалі дитячі віршики, які покровительствують проблемам і людям, яких вони намагаються возвеличити. Тільки мономаніакальне самовдоволення могло дозволити Леннонам думати, що ця безглузда пісенька не образить інтелект і почуття будь-якої аудиторії».
Дейв Марш написав змішану рецензію у журналі Creem, заявивши, що «це не наполовину погано. Він може бути поганим на 49,9 %, але не наполовину». Milwaukee Sentinel писали, що Джон і Йоко створили «ще один грубий, поверхневий погляд на модну ліву політику і ще більше занурилися у свою нескінченну ехо-камеру». У NME Тоні Тайлер представив свою рецензію на альбом у формі відкритого листа під назвою «Леннон, ти жалюгідний, старіючий революціонер». Після критики Леннона за «загальний несмак презентації», зокрема текстів пісень та обкладинки альбому, Тайлер зробив висновок: «Не покладайтеся на манірність і жорсткість. Не відштовхуйте. Стимулюйте. Знаєте, як ви це робили раніше».
Відносно недавно Гаррі Малголланд з журналу Uncut описав Some Time in New York City як «претендента на звання найгіршого альбому великої музичної фігури; його список лівих кліше 70-х страждає від повної відсутності переконання в мелодіях і текстах». 2005 року Еліот Вайлдер в газеті Boston Phoenix писав, що прослуховування альбому було «болючим досвідом». Хоча він визнав, що Леннон «мав своє серце в правильному місці». Вайлдер висловив думку: «Ці треки — педантичні, актуальні, елітарні — показують, що Діланом останніх днів він не був… Зверніться до пісні Бітлз 'Revolution' або його власної 'Give Peace a Chance', якщо вам потрібна доза Джона-співака протесту». Ще сильніше вражений Марк Кемп з Paste вважав, що «альбом був несправедливо засуджений», визначивши «Woman Is the Nigger of the World» як «одну з найкращих пісень Леннона», а «Born in a Prison» Оно — як ще одну його родзинку.

## Після релізу
30 серпня 1972 року Леннон і Оно дали два благодійні концерти для державної школи Willowbrook для розумово відсталих дітей у Медісон-сквер-гарден на прохання свого друга Геральдо Рівери. Концерти, відомі під назвою One to One, були зняті на відео і записані, вечірній концерт транслювався на телеканалі ABC, а ранковий концерт, що відбувся раніше, увійшов до концертного альбому і відео 1986 року Live in New York City. Мер Нью-Йорка Джон Ліндсі оголошував дату «One to One Day», і ці виступи стали останніми повноцінними живими концертами Леннона.
Заппа розкритикував презентацію виступу свого гурту Mothers на альбомі Some Time in New York City, оскільки вокал Марка Вольмана і Говарда Кейлана був видалений, і Заппа не отримав авторства на пісню «King Kong», яка була помилково ідентифікована на цьому релізі як «Jamrag». Вони з Ленноном також домовилися, що кожен з них випустить власну версію виступу, але Заппа юридично не міг випустити свій варіант, який з'явився лише на альбомі Playground Psychotics в 1992 році.
Після смерті Леннона альбом, разом із сімома іншими альбомами музиканта, був перевиданий лейблом EMI як частина бокс-сету, що вийшов у Великій Британії 15 червня 1981 року.}} Some Time in New York City був перезведений, ремастерингований і перевиданий у листопаді 2005 року як окремий компакт-диск, з якого було вилучено кілька пісень з Live Jam, але додано «Happy Xmas (War Is Over)» і «Listen, the Snow Is Falling». На цьому ремастированому виданні «John Sinclair» і «Attica State» не були перезведені. 2010 року альбом було відмастеровано і перевидано на CD в оригінальному форматі подвійного альбому. Ще одне перезведення (частина кампанії «ultimate mix» після альбомів Imagine, Plastic Ono Band і Gimme Some Truth) було заплановане на 2022 рік, але було відкладено з невідомих причин.

## Трек-лист
Всі пісні написані Джоном Ленноном та Йоко Оно, якщо не зазначено інше.
+ Спочатку пісня була написана Френком Заппою і називалася «King Kong». Однак Джон Леннон і Йоко Оно, не знаючи про це, заявили авторські права, давши треку «King Kong» нову назву «Jam Rag» (британський сленг, що означає «тампон»).
Сторона 1
1. «Woman Is the Nigger of the World» — 5:15
2. «Sisters, O Sisters» (Оно) — 3:46
3. «Attica State» — 2:54
4. «Born in a Prison» (Оно) — 4:03
5. «New York City» (Леннон) — 4:30

Сторона 2
1. «Sunday Bloody Sunday» — 5:00
2. «The Luck of the Irish» — 2:56
3. «John Sinclair» (Леннон) — 3:28
4. «Angela» — 4:06
5. «We're All Water» (Оно) — 7:11

Сторона 3
Живий виступ 15 грудня 1969 у Lyceum Ballroom, Лондон, Англія для ЮНІСЕФ за участі Джорджа Гаррісона
1. «Cold Turkey» (Леннон) — 8:35
2. «Don't Worry Kyoko» (Оно) — 16:01

Сторона 4
Записано наживоа 6 червня 1971 у Fillmore East, Нью-Йорк з Френком Заппою та The Mothers of Invention
1. «Well (Baby Please Don't Go)» (Волтер Ворд) — 4:41
2. «Jamrag» +[23] — 5:36
3. «Scumbag» (Леннон, Оно, Френк Заппа) — 4:27
4. «Aü» — 8:04

Альтернативна версія сторони 4
Версія Френка Заппи, записана на четвертій стороні Some Time in New York City, вийшла 1992 року на альбомі Френка Заппи Playground Psychotics. Ці відредаговані мікси зроблять Заппу та його гурт помітнішими у треках, особливо в пісні «Scumbag», де чути вокал Марка Волмана та Говарда Кейлана, якого не було на Some Time in New York City. В деяких випадках пісні отримали нові назви: «Say Please» та «Aaawk» відредаговані з «Jamrag» (довшої частини на Some Time in New York City), і «Aü» перейменована на «A Small Eternity With Yoko Ono». Пісні, що з'являються з 22 по 26 треки на першому диску компакт-диску, позначені наступним чином:
| Перезведені треки | Перезведені треки                | Перезведені треки |
| #                 | Назва                            | Тривалість        |
| ----------------- | -------------------------------- | ----------------- |
| 22.               | «Well»                           | 4:43              |
| 23.               | «Say Please»                     | 0:57              |
| 24.               | «Aaawk»                          | 2:59              |
| 25.               | «Scumbag»                        | 5:53              |
| 26.               | «A Small Eternity with Yoko Ono» | 6:07              |

### Перевидання CD 2005 року
Це реміксоване/ремастероване видання, видане на одному диску, не містить значної частини концертного матеріалу із Заппою (хоча він доступний в іншому міксі/редагуванні Заппи Playground Psychotics) і включає два бонус-треки. Деякі треки, зокрема «We're All Water» і «Don't Worry Kyoko», відрізняються від тих, що були на оригінальних вінілових платівках.
1. «Woman Is the Nigger of the World» (Леннон, Оно) — 5:17
2. «Sisters, O Sisters» (Оно) — 3:48
3. «Attica State» (Леннон, Оно) — 2:55
4. «Born in a Prison» (Оно) — 4:05
5. «New York City» (Леннон) — 4:29
6. «Sunday Bloody Sunday» (Леннон, Оно) — 5:03
7. «The Luck of the Irish» (Леннон, Оно) — 2:59
8. «John Sinclair» (Леннон) — 3:30
9. «Angela» (Леннон, Оно) — 4:08
10. «We're All Water» (Оно) — 5:19
11. «Cold Turkey» (Live Jam) (Леннон) — 8:35
12. «Don't Worry Kyoko» (Live Jam) (Оно) — 15:20
13. «Well (Baby Please Don't Go)» (Live Jam) (Ворд) — 4:33

Бонус-треки
1. «Listen, the Snow Is Falling» (Оно) — 3:06
2. «Happy Xmas (War Is Over)» (Леннон, Оно) — 3:34

## Персоналії

### Студійний альбом
- Джон Леннон — гітари, вокал
- Йоко Оно — вокал
- Джим Келтнер — барабани, перкусія
- Elephant's Memory:
  - Стен Бронштейн — саксофон, флейта
  - Вейн «Текс» Габріель — гітара
  - Річард Френк молодший — барабани, перкусія
  - Адам Іпполіто — піаніно, орган
  - Гері Ван Скіок — бас-гітара
  - Джон Ла Боска — піаніно

### Live Jam
15 грудня 1969
- Джон Леннон — гітара, вокал
- Йоко Оно — мішок, вокал

Для всіх, окрім себе та Оно, Леннон вигадав псевдоніми:
- Ерік Клептон ('Derek Claptoe') — гітара
- Delaney & Bonnie ('Bilanie & Donnie') — гітара, перкусія (духові, перкусія)
- Джим Ґордон ('Jim Bordom') — барабани
- Джордж Гаррісон ('George Harrisong') — гітара
- Нікі Гопкінс ('Sticky Topkins') — електропіаніно (накладено доріжку в Нью-Йорку, оскільки орган було втрачено)
- Боббі Кіз ('Robbie Knees') — саксофон
- Кіт Мун ('Kief Spoon') — барабани
- Біллі Престон ('Billy Presstud') — орган
- Клаус Ворманн ('Raus Doorman') — бас
- Алан Вайт ('Dallas White') — барабани

Не вказано
- Джим Прайс — труба

6 червня 1971
- Джон Леннон — гітара, вокал
- Йоко Оно — мішок, вокал
- Ейнслі Данбар — барабани
- Боб Гарріс — клавішні, вокал
- Говард Кейлан — вокал
- Джим Понс — бас-гітара, вокал
- Дон Престон — мінімуг
- Ієн Андервуд — клавішні, вокал, дерев'яні духові
- Марк Вольман — вокал
- Клаус Ворманн — бас-гітара, вокал
- Френк Заппа — гітара, вокал